# Suzanne Cryer
Suzanne Cryer, född 13 januari 1967 i Rochester, New York, är en amerikansk skådespelare.
Cryer har bland annat medverkat i TV-serierna Silicon Valley (2015-2019) och Lucky Hank från 2023. Hon har även medverkat i filmen 10 Cloverfield Lane från 2016.

## Filmografi (i urval)
- 2015-2019: Silicon Valley
- 2016: 10 Cloverfield Lane
- 2023: Lucky Hank
- 2023: Percy Jackson och olympierna